# Чаушу, Александру
Александру Бодган Чаушу (рум. Alexandru Bodgan Ceauşu; 12 октября 1980, Бухарест) — румынский гребец-байдарочник, выступал за сборную Румынии в середине 2000-х годов. Участник летних Олимпийских игр в Афинах, дважды серебряный призёр чемпионатов мира, серебряный призёр чемпионата Европы, победитель многих регат национального и международного значения.

## Биография
Александру Чаушу родился 12 октября 1980 года в Бухаресте. Активно заниматься греблей начал с раннего детства, проходил подготовку в столичном спортивном клубе «Динамо».
Первого серьёзного успеха на взрослом международном уровне добился в 2003 году, когда попал в основной состав румынской национальной сборной и побывал на чемпионате мира в американском Гейнсвилле, откуда привёз две награды серебряного достоинства, выигранные в зачёте четырёхместных байдарок на дистанциях 200 и 500 метров. Благодаря череде удачных выступлений удостоился права защищать честь страны на летних Олимпийских играх 2004 года в Афинах — с четырёхместным экипажем, куда также вошли гребцы Василе Курузан, Марьян Бэбан и Штефан Василе, на тысяче метрах сумел дойти до финальной стадии, однако в решающем заезде финишировал только седьмым.
После афинской Олимпиады Чаушу ещё в течение некоторого времени оставался в основном составе гребной команды Румынии и продолжал принимать участие в крупнейших международных регатах. Так, в 2006 году он выступил на чемпионате Европы в чешском Рачице, где стал серебряным призёром в четвёрках на пятистах метрах — на финише его обошёл только экипаж из Словакии. Вскоре по окончании этих соревнований принял решение завершить карьеру профессионального спортсмена, уступив место в сборной молодым румынским гребцам.